# Agostino Bonalumi
Agostino Bonalumi (Vimercate, 10 luglio 1935 – Desio, 18 settembre 2013) è stato un pittore italiano, considerato una delle figure più rilevanti dell'arte astratta del '900.

## Biografia
Dopo aver seguito studi di impostazione tecnico-meccanica, Bonalumi si inserì giovanissimo nel clima artistico di Milano, frequentando lo studio di Enrico Baj dove conobbe Lucio Fontana, Piero Manzoni ed Enrico Castellani.
Riconoscendo la fine della spinta propulsiva dell'arte informale, collaborò alla rivista Azimuth che proponeva l'azzeramento totale dell'esperienza artistica precedente ed un nuovo inizio, basato su un nuovo patto con il progresso sociale.
Tale azzeramento venne realizzato da Manzoni, Castellani e Bonalumi con l'utilizzo di tele monocrome (spesso totalmente bianche), estroflesse con varie tecniche in modo da creare effetti di luci ed ombre cangianti con l'inclinazione della sorgente luminosa.
Piero Manzoni scelse come materiali prediletti il caolino e il cotone per i suoi Achromes, mentre Enrico Castellani e Bonalumi avviarono un percorso di studio ed analisi delle possibilità fornite dall'estroflessione della tela mediante l'utilizzo di chiodi e centine (Castellani) e di sagome di legno e metallo inserite dietro la tela (Bonalumi).
L'opera di Agostino Bonalumi, pur nella costante fedeltà al mezzo artistico inizialmente scelto, è considerata da molti critici estremamente fantasiosa e sempre nuova nella creazione di giochi di luci ed ombre nuovi ed originali. Particolare attenzione va segnalata sul lavoro degli anni settanta-ottanta, con ombre prospettiche contrarie alle direzioni delle normali sorgenti di luce, creando appunto un effetto disorientante, questo approccio è da spiegarsi come elemento di rottura agli standard pittorici tradizionali, di fatto se nel corso della storia dell'arte l'uomo ha sempre studiato la prospettiva per creare un effetto pittorico realistico, Bonalumi la ribalta, o la distorce creando un suo personale "punto di vista" in linea con il movimento primiano di cui faceva parte.
La sua prima personale risale al 1956 presso la Galleria Totti di Milano. Nel 1958 con Castellani e Manzoni espone alla Galleria Pater di Milano, seguiranno altre mostre a Roma e Milano. A Losanna, nel 1961, alla Galleria Kasper è tra i fondatori del gruppo ''Nuova Scuola Europea''.
Nel 1965 Arturo Schwarz presenta una mostra personale di Bonalumi nella sua galleria di Milano.
Nel 1966 inizia un periodo di collaborazione con la Galleria del Naviglio di Milano, pubblicando nel 1973 per le Edizioni del Naviglio una monografia a cura di Gillo Dorfles.
Sempre nel 1966 è invitato alla Biennale di Venezia con un gruppo di opere.
Bonalumi espose in una sala personale alla Biennale di Venezia del 1970. Partecipò alla Biennale anche negli anni 1966 e 1986. Nel 1980 le sue opere furono esposte in una grande mostra personale presso il Palazzo Te di Mantova. Nel 2001 ottenne il premio del Presidente della Repubblica. Nel 2002 ha presentato l'opera ambiente al Museo Guggenheim di Venezia.  Ha esposto anche, fra le numerose mostre a lui dedicate, alla Biennale di San Paolo del Brasile (1966), alla Biennale di Parigi (1968) e al Museum of Art di Fort Lauderdale in Florida nel 1981.
Nel 2006 ha ricevuto il Premio Artista dell'anno.
Le opere di Bonalumi sono attivamente ricercate dai collezionisti di tutto il mondo ed è costantemente scambiato nelle aste più prestigiose quali le famose "Italian Sales" di Londra. Non di secondaria importanza è l'attività poetica di Agostino Bonalumi, che ha pubblicato, tra il 2000 e il 2010, sei libri di poesia: scherzo io (Colophon, 2000); Da te ascolto tornare le cose (con un pensiero di Concetto Pozzati, Book Editore, 2001); Difficile cogliersi (Edizioni Il Bulino, 2002); Giusto provarci (Colophon, 2006); è stato un nulla (Book Editore, 2008); Difficile esserci (Vanillaedizioni, 2010).
Nel 2018 Palazzo Reale di Milano in collaborazione con il Museo del Novecento gli dedica la mostra Bonalumi 1958-2013, antologica comprensiva di oltre 120 opere.

## Agostino Bonalumi nei musei
- Fondazione Biscozzi Rimbaud, Lecce
- Museo Madre, Napoli
- Collezione Roberto Casamonti, Firenze